# شلادين
شلّادين هي قرية و وبلدية سابقة في مقاطعة فولفنبوتل، في سكسونيا السفلى، ألمانيا. منذ 1 نوفمبر 2013 أصبحت جزء من بلدية شلادين فيلا. تقع علي نهر أوكار، علي بُعد 15 ك.م شمالاً من فولفنبوتل، و 25 ك.م شمالاً من براونشفايغ.

## أعلام
- ليو فون كلينزه